# Franz-Josef Ulm
Franz-Josef Ulm (1964) é um engenheiro alemão.
É professor do Instituto de Tecnologia de Massachusetts.
Ulm estudou na Universidade Técnica de Munique, graduado em engenharia em 1990. Obteve o doutorado em 1994, na École Nationale des Ponts et Chaussées. Habilitou-se em 1998 na École normale supérieure de Cachan.
Dentre seus tópicos de pesquisa conduz investigações em mecânica dos meios porosos, elaborando materiais nas escalas nano e micrométricas, pesquisando por exemplo concreto, estruturas biológicas (ossos, conchas) e geotécnica (mecânica das rochas), elaborando mecanismos que influenciam a durabilidade de tais materiais.
Foi laureado em 2012 com a Medalha Theodore von Karman.

## Obras
- com Oliver Coussy Mechanics and Durability of Solids, Volume 1: Solid Mechanics, Prentice Hall 2003
- com P. Acker,  J.-M. Torrenti Comportement du béton au jeune âge, Traité MIM — Mécanique et Ingénierie des Matériaux, série Matériaux de construction, Hermes—Lavoisier Science Publications, Cachan, França, 2004
- com Luc Dormieux, Djimédo Kondo: Microporomechanics, Wiley 2006
- com G. Constantinides The nanogranular nature of C-S-H, Journal of the Mechanics and Physics of Solids, Volume 55, página 64-90